# Cyclohexylmethacrylat
Bei Cyclohexylmethacrylat (CHMA) handelt es sich um einen Ester der Methacrylsäure. Es enthält einen cycloaliphatischen Ring und eine ungesättigte Doppelbindung. Im Allgemeinen wird es als Monomer für unterschiedliche Bindemittelklassen verwendet.

## Eigenschaften
Bei Einsatz in Polymeren, die als Lackbindemittel genutzt werden, verbindet Cyclohexylmethacrylat zwei eigentlich gegenläufige Eigenschaften miteinander: CHMA besitzt eine hohe Glastemperatur, hat jedoch kaum Einfluss auf eine Erhöhung der Lösungsviskositäten. Grund hierfür ist der relativ kompakte Aufbau des Monomers. Andere Monomere mit diesen Eigenschaften wären beispielsweise tert-Butylacrylat, tert-Butylcyclohexylacrylat oder auch Isobornylmethacrylat.
Die Polymerisationswärme beträgt −51 kJ·mol−1 bzw. −303 kJ·kg−1. Cyclohexylmethacrylat bildet entzündliche Dampf-Luft-Gemische. Die Verbindung hat einen Flammpunkt bei 82 °C.

## Verwendung
Cyclohexylmethacrylat kann über radikalische oder ionische Polymerisation in Bindemittel, wie etwa Polyacrylate, eingebaut werden.